# فرزاد کمانگر
فرزاد کمانگر (٢ خرداد ١٣٥٤ – ۱۹ اردیبهشت ۱۳۸۹) معلم کرد ایرانی بود که به اتهام عضویت و همکاری با پژاک به اعدام محکوم شد. او هیچگاه این اتهام را نپذیرفت ولی در سحرگاه روز یکشنبه ۱۹ اردیبهشت ۱۳۸۹، به‌همراه علی حیدریان، فرهاد وکیلی، شیرین علم‌هولی و مهدی اسلامیان در زندان اوین به دار آویخته شد. فرزاد کمانگر به پاس فعالیت‌هایش، به صورت افتخاری گزارشگر ویژه مجموعه فعالان حقوق بشر در ایران نیز بود. یونسکو در گزارش خود در مورد فشارها علیه فضاهای آموزشی، به موضوع اعدام فرزاد کمانگر اشاره کرد. اتحادیه اروپا حکم اعدام او را محکوم و سازمان دیده‌بان حقوق بشر و آموزش بین الملل از او به عنوان یک معلم یاد کرده‌ است.

طرحی از چهره فرزاد کمانگر

بنا به اعلام دادسرای انقلاب تهران، هنگام دستگیری این گروه، ۲۲ کیلوگرم مواد منفجره و ۵۷ عدد گلوله آرپی‌جی و ۳۰۰ نسخه پوستر رهبران گروه پژاک از ایشان کشف شده بوده و انفجار دو بمب در ساختمان‌های فرمانداری و اداره بازرگانی کرمانشاه در تاریخ ۱۳۸۵/۲/۱۹ و انفجار خط لوله گاز صادراتی ایران به ترکیه از اقدامات ایشان بوده‌ است اما طبق گفته وکیل این پرونده، خلیل بهرامیان، هیچ‌گاه این ادعاها اثبات نشد.

## زندگی
فرزاد کمانگر، دبیر هنرستان کار و دانش شهرستان کامیاران در جنوب استان کردستان، عضو انجمن صنفی فرهنگیان و انجمن زیست‌محیطی ئاسک (آهو) بوده و با نام مستعار «سیامند» در ماهنامه فرهنگی آموزشی رویان که به اداره آموزش و پرورش کامیاران تعلق دارد، قلم می‌زده‌ است. وی که در زمینه حقوق قومی و مسائل زنان فعال بوده، در مرداد ۱۳۸۵ (ژوئیه ۲۰۰۶) به تهران سفر کرده بود به همراه دوستش دستگیر می‌شود.

## بازداشت
فرزاد کمانگر معلم آموزش و پرورش شهرستان کامیاران با ۱۲ سال سابقه تدریس بود؛ هنگامی که در مرداد ۱۳۸۵ برای پیگیری مسئله درمان بیماری برادرش به تهران آمده بود، به اتهام عضویت در پژاک و مشارکت در چند عملیات بمب‌گذاری و خرابکارانه دستگیر شد. وی در ابتدای بازداشت در بند ۲۰۹ زندان اوین و بازداشتگاه اطلاعات سنندج و کرمانشاه شکنجه شد. او در طول این دوره ۳۳ ماهه زندان، ماه‌ها در سلول‌های انفرادی و در زندان‌های اوین و رجایی‌شهر و سنندج مورد آزار و اذیت قرار گرفت.
مسئولان زندان در هنگام شکنجه و آزار و اذیت او، با صدای بلند قرائت قرآن پخش می‌کردند.

## حکم اعدام
مخالفان اعدام مدعی‌اند هیچ مدرک مستند و قابل استنادی در پرونده کمانگر وجود نداشته‌ است و عدم ارتباط او با گروه‌های مخالف جمهوری اسلامی، روشن بود. با این حال، نظر به مستندات پرونده که قسمتی از آن‌ها در رسانه‌های دولتی انتشار عمومی یافته، وی سرانجام در اسفندماه سال ۱۳۸۶ به جرم عضویت در پ ک ک از سوی شعبه ۳۰ دادگاه انقلاب حکم اعدام گرفت.
خلیل بهرامیان وکیل کمانگر و سه اعدام‌ شده دیگر، پس از اجرای حکم گفت:
«قاضی پرونده حرف‌های کمانگر و من را نشنید و من معتقدم کمانگر صددرصد بی‌گناه بود و حتی عضو گروه پ ک ک هم نبود؛ اصلاً نه عضو بود، نه هوادار بود، اصلاً شخصیتی نبود که اهل این برنامه‌ها باشد.
آقایان حتی یک سرسوزن مدرک ندارند. اگر ادعا کنند بیاورند پیش یک سری از قضات بی نظر و باشرف ایرانی که قضات دادگاه‌ها بوده‌اند و قضات بین‌المللی بگویند. اگر کوچکترین دلیلی علیه فرزاد دارند من علاوه براین‌که حاضرم پروانه وکالتم را برای همیشه پاره کنم حاضرم هر گونه مجازاتی را تحمل کنم.»
این حکم مورد اعتراض گسترده فعالان سیاسی و مدنی و حقوق بشری اپوزیسیون داخل و خارج از ایران قرار گرفت
اما قوه قضایی جمهوری اسلامی ایران دادگاه تجدید نظر و دیوان عالی کشور رأی دوباره بر حکم اعدام وی صادر کرد. بر اساس گزارشی در این زمینه «با توجه به محتویات پرونده، متهمین همگی اعضای گروهک پژاک هستند و از سال ۷۷ با جذب نیرو و تبلیغات، به سازماندهی تشکیلات گروهک مذکور در ایران پرداخته‌اند و در سال ۸۲ به تأسیس گروهک پژاک، در جهت براندازی جمهوری اسلامی ایران، فعالیت‌های مسلحانه خود را آغاز کرده‌اند و از جمله اقدامات آن‌ها، انفجار دو بمب در ساختمان‌های فرماندهی و اداره‌ای بازرگانی کرمانشاه در تاریخ ۱۹ اردیبهشت ۸۵ و انفجار خط لوله صادراتی ایران به ترکیه است. متهمان پرونده تحت فرماندهی فردی با نام مستعار کمال (اهل ترکیه) اقدامات بمب‌گذاری در ایران را برعهده داشته‌اند و بر این اساس اعضای گروهک به نام‌های محمد (با نام‌های مستعار زرتش و بهمن) و علی حیدریان (با نام‌های مستعار سوران و پیمان) به ایران وارد شده و از طریق فرزاد کمانگر برای آنها اوراق جعلی تهیه شده تا در تهران اقدام به بمب‌گذاری در اماکن کنند.»
در گردش کار پرونده این پنج تن که توسط دادستانی تهران منتشر شده آمده‌است که فرزاد کمانگر در بازجویی‌ها «خود را از وجود مواد منفجره بی‌اطلاع نشان داد» اما بر اساس بررسی‌های وزارت اطلاعات «یکی از برادران فرزاد کمانگر به نام شیرزاد، در سلیمانیه عراق فعالیت حزبی می‌کند و سابقه محکومیت به علت همکاری با گروهک پ ک ک را دارد.» بر اساس این اطلاعیه، آقای کمانگر زمانی دستگیر می‌شود که مأموران امنیتی در مرداد ماه ۸۵ پس از کشف مواد منفجره در یک خودرو در تهران، و دستگیری یکی از سرنشینان این خودرو به محل سکونت وی مراجعه می‌کنند و در آنجا فرزاد کمانگر نیز بازداشت می‌شود. وی همچنین متهم به همکاری با دو تن از اعضا پ ک ک در انفجار خط لوله نفتی ایران به ترکیه بود.

### خاک‌سپاری
پس از اعدام، جنازه اعدام‌شدگان به خانواده‌های آن‌ها تحویل داده نشد و مسئولان امنیتی و قضایی، تضمین آرامش کردستان را شرط تحویل پیکرهای اعدام‌شدگان اعلام کردند.
با گذشت چهار روز از زمان اعدام، هم‌چنان اجساد به خانواده‌ها تحویل داده نشد، برخی از اعضای خانواده اعدام شدگان بازداشت شدند و مقام‌های امنیتی اعلام کردند چون اعدام‌شدگان محارب هستند، در جایی دور از گورستان مسلمانان دفن خواهند شد.
روز ۱۲ خرداد ۱۳۸۹ مادر فرزاد کمانگر به همراه نزدیکان فرهاد وکیلی و علی حیدریان با استاندار کردستان برای تحویل پیکر اجساد اعدام‌شدگان ملاقات کردند که به آن‌ها گفته‌ شد:
اعدام شدگان در محلی که هم‌اکنون به دلیل شرایط امنیتی قادر به افشای آن نیستیم دفن شده‌اند و پس از گذشت زمان و مساعد بودن اوضاع، مسئولان محل دفن ایشان را به شما خواهند گفت.
حدود یک‌ماه پس از اعدام، خلیل بهرامیان، وکیل فرزاد و برخی زندانیان اعدام شده، به دفن مخفیانه اجساد و عدم اطلاع به خانواده اعدام‌شدگان، اعتراض کرد و گفت:
به هرکس که ممکن بود نامه نوشته‌ایم، از مسئولان استانی گرفته تا نمایندگان مجلس، رئیس قوه قضاییه و همه کسانی که باید در این زمینه پاسخگو می‌بودند، اما متأسفانه رئیس قوه قضاییه یک شاه سلطان حسین است که بی خاصیت و بی رگ بر یک صندلی مهم کشور نشسته‌است که فقط حکم دستگیری صادر می‌کند.

### واکنش‌ها به اجرای حکم اعدام
انتشار خبر اعدام کمانگر و چهار نفر دیگر، واکنش‌هایی در داخل و خارج از ایران به همراه داشت.

#### مخالفان
تعدادی از افراد خانواده‌های پنج نفری که اعدام شدند، تلاش کردند روز دوشنبه ۲۰ اردیبهشت ۱۳۸۹ در برابر دانشگاه تهران تحصن کنند که تلاش آن‌ها از سوی نیروهای انتظامی که قبلاً محل را محاصره کرده بودند، ناکام ماند.
در لندن چند نفر که خود را اعضای حزب کمونیست کارگری معرفی کردند به ساختمان کنسول‌گری ایران حمله کردند و شیشه‌های آن را شکستند.
در پاریس نیز تعدادی از معترضین دوربین‌های مداربسته سفارت را شکستند. پلیس فرانسه تعدادی از تجمع کنندگان را بازداشت کرد. در واشینگتن، معترضان در برابر دفتر حفاظت منافع جمهوری اسلامی، تجمع کردند. در اسلو، معترضان در برابر سفارت‌خانه ایران، تظاهرات کردند، که با درگیری‌هایی همراه بود.
تحصن اعتراضی دیگری از روز یک‌شنبه در شهر سلیمانیه عراق آغاز شده بود. تعدادی از کردهای ترکیه در نزدیکی نقطه صفر مرزی با ایران، راه‌پیمایی کردند. اعتراض‌های پراکنده‌ای هم در پیرانشهر، کامیاران، سقز، سنندج و منطقه باغ شایگان مهاباد شکل گرفت که در برخی موارد به ناآرامی‌هایی انجامید و فضای این شهرها به شدت امنیتی شد.
تعدادی از ایرانیان ساکن شهرهای کلن و برلین نیز به این اعدام‌ها اعتراض کردند.
در هامبورگ هم مراسم اعتراضی برپا شد.
میرحسین موسوی در بیانیه‌ای به اعدام پنج زندانی، اعتراض کرد و روند دادرسی و محاکمات را ناعادلانه دانست و این اعدام‌های ناگهانی را در آستانه خرداد و اولین سالگرد برگزاری انتخابات ریاست جمهوری، پرسش‌برانگیز عنوان کرد.
فدراسیون جهانی اتحادیه‌های معلمان، در بیانیه‌ای، روز اعدام فرزاد کمانگر را یک روز فاجعه‌آمیز برای معلمان، فعالان اتحادیه‌های کارگری و حقوق بشر نامید. اتحادیه معلمان سوئد نیز با انتشار بیانیه‌ای اعدام فرزاد کمانگر را محکوم کرد.
کمپین بین‌المللی حقوق بشر در ایران در بیانیه‌ای این اعدام‌ها را محکوم و از آن به عنوان نشانه گسترش ترور حکومتی یاد کرد.
در اعتراض به اعدام فرزاد کمانگر ایرانیان مقیم واشینگتن در مقابل دفتر حافظ منافع جمهوری اسلامی ایران دست به تجمع و اعتراض زدند.
حزب سبزهای فرانسه، در بیانیه‌ای که در پاریس منتشر شد، اعدام پنج زندانی را محکوم کرد.
زهرا رهنورد در یادداشتی سوالاتی را مطرح کرد و پرسید آیا این اعدام‌های شتاب‌زده برای زهرچشم گرفتن از مردم در سال‌گرد بیست و دوم خرداد است؟
کاوه آهنگری از حزب دموکرات کردستان نیز گفت: رژیمی که زلزله را به پوشش زنان نسبت می‌دهد، ادعایش در تروریست خواندن آن قربانیان هیچ اعتباری ندارد.
در ۲۱ اردیبهشت ۱۳۸۹ کانون مدافعان حقوق بشر، در نامه‌ای به رئیس قوه قضاییه ایرادهایی به روند محاکمه و اعدام کمانگر و چهار اعدامی دیگر گرفتند:
- ضوابط دادرسی عادلانه از جمله اجرای مقررات اصل ۱۶۸ قانون اساسی و به ویژه علنی بودن دادگاه در عمل رعایت نشده‌است.
- به ویژه طبق اعلام وکیل فرزاد کمانگر، مجازات اعدام متناسب با عملکرد آن جانباخته نبوده و ایشان را بی گناه می‌دانسته‌است.
- اجرای حکم اعدام بدون هر گونه اطلاع وکلا و حتی خانواده‌های آن‌ها و بدون حضور وکلای محکومان درمراسم اعدام انجام شده‌است.[۴۲]

مهدی کروبی دربارهٔ اعدام کمانگر و چهار نفر دیگر گفت: اعدام این افراد در شرایطی صورت گرفته‌است که هیچ‌کس از چندوچون پرونده آن‌ها باخبر نیست و جرم آن‌ها به دلیل علنی نبودن دادگاه و عدم رعایت آیین دادرسی و قانون، برای هیچ‌کس محرز نشده‌است. معلوم نیست آقایان خود را درچه جایگاهی می‌بینند که به راحتی و بدون درنظرگرفتن عاقبت کار، چنین حکم می‌دهند. البته وقتی جان آدمیزاد چنان ارزان شود که عده‌ای را به صرف یک اعتراض مدنی در خیابان به گلوله ببندند چنین رفتارهای خارج از رویه‌ای نیز رواج می‌یابد.
کانون نویسندگان ایران در بیانیه‌ای با محکوم‌کردن اعدام پنج نفر، خواهان برچیده‌شدن مجازات اعدام در ایران شد. سازمان دانش‌آموختگان ایران، بیانیه داد.
روز پنج‌شنبه ۲۳ اردیبهشت ۸۹ در اعتراض به اعدام پنج شهروند کرد، بازار شهرهای مهاباد، سنندج، بوکان، مریوان، کامیاران، کرمانشاه و برخی دیگر از مناطق کردستان به حالت نیمه تعطیل درآمد، خیابان‌ها خلوت شد و نیروهای امنیتی در مراکز اصلی شهرها مستقر شدند و گزارش‌هایی از اعتصاب در برخی شهرهای کردنشین ایران منتشر شد.
اتحادیه اروپا اعدام پنج زندانی را به‌شدت محکوم کرد و خواهان لغو اعدام دو زندانی سیاسی دیگر به نام‌های زینب جلالیان و حسین خضری شد.
سیمین بهبهانی، در اعتراض به اعدام ۵ نفر شعری سرود که با این بیت آغاز می‌شود:
بگو چگونه بنویسم یکی نه پنج تن بودند/ نه پنج، بلکه پنجاهان به خاطرات من بودند. یداله رؤیایی نیز شعری به نام «چهره یعنی نکش!» سرود.
اهالی افغانستان هم در تجمعی اعتراضی در برابر کنسول‌گری ایران در جلال‌آباد افغانستان در اعتراض به اعدام و بدرفتاری با مهاجرین افغان در ایران، عکس‌هایی از پنج اعدام‌شده ایرانی هم به همراه داشتند.
در دست گروهی از این تجمع کنندگان، عکس‌هایی با مضمون «فرزاد من نمرده» و «ما همه فرزاد کمانگریم» دیده می‌شد.
سندیکاهای کارگری فرانسه و کانادا، اعدام زندانیان سیاسی در ایران را محکوم کردند. رئیس‌های کنفدراسیون عمومی کارگران فرانسه و اتحادیه کارگران خدمات عمومی کانادا در نامه‌هایی به علی خامنه‌ای به این اعدام‌ها اعتراض کردند.
تعدادی از ایرانیان مقیم دانمارک و سوئد در مقابل سفارت‌خانه‌های جمهوری اسلامی و دیگر نقاط شهر استکهلم تجمع‌های اعتراضی برگزار کردند و در مواردی با واکنش شدید پلیس روبرو شدند.
اکبر گنجی اعدام‌ها را بخشی از فرایند گذار به حکومتی از نوع حکومت صدام حسین دانست؛ و گفت: 
آیت‌الله خامنه‌ای ابتدا این پنج تن را به «تروریست» تبدیل می‌کند، سپس جوانان برومندی را که «تروریست» قلمداد کرده اعدام می‌کند، و بدین ترتیب رهبران جنبش سبز را در موقعیتی دشوار قرار می‌دهد تا اگر از اعدام‌شدگان دفاع کنند، حامی تروریسم قلمداد شوند. محکومیت شجاعانه این جنایت از سوی میرحسین موسوی، مهدی کروبی و زهرا رهنورد نشان داد که دوران این نوع فریب‌کاری‌ها گذشته‌است.
شاهین نجفی نیز با خواندن ترانه‌ای به نام برادر بر دار به این اعدام سیاسی پس از انتخابات ۱۳۸۸ اعتراض کرد.
شورای فعالان ملی مذهبی، در بیانیه‌ای با اشاره به اعدام آرش رحمانی‌پور و محمدرضا علی‌زمانی نوشت: اعدام دو جوان زندانی در آستانه ۲۲ بهمن ماه سال گذشته و در پی حوادث پس از انتخابات در حالی که آن‌ها اساساً قبل از انتخابات دستگیرشده بودند، و طرح اتهاماتی در رابطه با آن‌ها که به شدت مورد انکار وکیل و آشنایان آن‌ها بود و اخبار مکرر حاکی از دادن وعده آزادی به آن‌ها برای پذیرش برخی اتهامات نادرست در دادگاه؛ افکار عمومی را به شدت نسبت به خبرهای تبلیغی رسمی در رابطه با جرایم سیاسی به تردید و ناباوری واداشته‌است. حال در رابطه با اعدام ناگهانی اخیر نیز تردیدها و ناباوری‌ها هم چنان به شدت وجود دارد.

## یادبود
در کردستان سوریه، پس از آنکه تأسیس «خودمدیریتی دموکراتیک غرب کردستان» تسلط حکومت حزب بعث سوریه را از مناطق شمالی این کشور از بین برد، سازمانی به نام سازمان زبان کردی تأسیس شد. سازمان زبان کردی جهت سوادآموزی همگانی و آموزش زبان کردی اقدام به راه‌اندازی آکادمی‌های زبان کردی کرد و نخستین آکادمی زبان کردی را به نام فرزاد کمانگر، آکادمی شهید فرزاد کمانگر نامگذاری نمود.
همچنین پس از آنکه حکومت ترکیه در چهارچوب مذاکرات صلح با حزب کارگران کردستان، تغییراتی را در قوانین این کشور پذیرفت، اجازهٔ تدریس به زبان کردی در مدارس خصوصی نیز از سوی حکومت داده شد. نخستین مدرسهٔ خصوصی کردی در شهر دیاربکر در کردستان ترکیه که در سال ۲۰۱۴ تأسیس شد، به یادبود فرزاد کمانگر، مدرسهٔ فرزاد کمانگر نامگذاری شد؛ و همچنین شاهین نجفی موزیکی دربارهٔ این فرد به اسم «برادر بردار» خوانده‌است!